# Peperomia dendrophila
Peperomia dendrophila là một loài thực vật có hoa trong họ Hồ tiêu. Loài này được Schltdl. miêu tả khoa học đầu tiên năm 1830.